# Jacob Bannon
Jacob Bannon (ur. 15 października 1976 w Beverly) – wokalista amerykańskiego zespołu hardcore punk Converge. Autor tekstów oraz prac graficznych. Założyciel i współwłaściciel wytwórni muzycznej Deathwish Inc. Jest wegetarianinem, żyje zgodnie z zasadami ruchu straight edge.

## Życiorys
Jacob Bannon urodził się w 1976. Dorastał w Merrimack Valley, Charleston i wschodnim Bostonie. W wieku 17 lat ukończył szkołę średnią i zajmował się pracą dorywczą, dopóki nie poszedł do college’u. Gdy miał 18 lat zaczął uczęszczać do Art Institute of Boston gdzie w 1998 odebrał dyplom. Jednocześnie odnosił sukcesy w konkursach projektanckich i plastycznych oraz krótko wykładał specjalnym programie „Continuing Education”. Następnie pracował dorywczo jako grafik i projektant w bostońskich firmach, by później założyć własny interes działający w tym kierunku. Od tego czasu tworzy wszelkiego rodzaju pracę wizualne na potrzeby niezależnej społeczności muzycznej.
Obecnie dzieli swój czas między tworzenie i wykonywanie muzyki wraz z Converge i innymi swoimi projektami, prowadzi wytwórnie muzyczną Deathwish Inc oraz zajmuje się pracami graficznymi, zdobiącymi wydawnictwa własnych projektów muzycznych oraz innych zespołów (m.in. autor wszystkich okładek albumów As I Lay Dying).

## Wytwórnia
Na początku 2001 założył wytwórnię muzyczną Deathwish Inc wraz ze swoim najlepszym przyjacielem – Tre McCarthy. Label początkowo skupiał się na wydawaniu agresywnej, ciężkiej muzyki, by z czasem rozszerzyć swój katalog o inne brzmienia. W 2007 Deathwish połączył się z wytwórnią muzyki hardcore/punk – Malfunction Records, prowadzoną przez przyjaciół Bannona.

## Muzyka
Converge (1991 – teraz)
Pod koniec 1990, Bannon wraz z Kurtem Ballou założyli Converge. Bannon miał wtedy 14 lat. Początkowo zespół grał covery swoich ulubionych grup nurtów hardcore, punk, metal. Po około roku napisane zostały pierwsze 4 utwory demo, a zespół powoli rozwijał się. Pierwsze występy na żywo Converge zanotowało w połowie 1991. Na poważnie muzyką postanowili zajmować się w 1993. Converge wydawało w takich labelach jak: Epitaph, Deathwish, Equal Vision, Hydra Head, Relapse, Ferre i innych.
U schyłku 2001 Converge wykrystalizowało swój definitywny skład. Należą do niego:
- Jacob Bannon – wokal, teksty, grafika
- Kurt Ballou – gitara, elektronika, dodatkowy wokal
- Nate Newton – bas, dodatkowy wokal
- Ben Koller – perkusja

Supermachiner (1994–2000)
Projekt Supermachiner rozpoczął się, gdy w 1994 Bannon nagrał 4 utwory. Bardzo różniły się od twórczości Converge. Słychać w nich było wpływy takich artystów jak Swans czy Bauhaus. Projekt ten pozostawał nienazwany i wstrzymany aż do 1998, kiedy to Bannon wraz ze swoim przyjacielem, Ryanem Parkerem postanowili do niego wrócić. Po pewnym czasie gotowe były wszystkie utwory, które umieszczone zostały na albumie zatytułowanym Rise of the Great Machine. Bannon zajął się pisaniem tekstów, mówiących głównie o postępującym wzroście technologicznym i upadku indywidualności. Nazwa Supermachiner pochodzi z japońskiej kolekcji figurek-robotów z lat 70., w której jeden z nich nosił nazwę „Supermachinder”. 
Projekt solowy (2000–teraz)
Po wydaniu albumu Supermachinera, Bannon nadal chciał tworzyć muzykę, która różniłaby się od dokonań Converge. W 2007 zdecydował się wypuścić swoje solowe nagrania sygnowane jego własnym nazwiskiem. W marcu 2008 wydał EP The Blood of Thine Enemies w labelu Deathwish. Zawierała ona jeden utwór, który Bannon napisał wiele lat wcześniej. Sam mówi o nim, że jest to żałobna pieśń, którą napisał w ciężkim dla niego okresie życia i nigdy nie miała być też częścią jakiegokolwiek albumu.
Długogrający solowy krążek Bannona ma ukazać się pod koniec 2008.
Irons (2007–teraz)
Długoletni przyjaciel Jacoba, Dwid Helion w 2006 zapytał go o wspólne tworzenie muzyki. Niedługo później inny muzyk, Stephen Kasner także wyraził chęć współpracy. Na początku 2007 razem rozpoczęli pisanie muzyki. Efekt będzie można najprawdopodobniej usłyszeć pod koniec 2008.

## Grafika
Pewnego dnia, gdy Jacob był młody, natknął się na obrazy namalowane przez swego ojca. Od tego momentu postanowił tworzyć w tym kierunku. W wieku 12 lat miał obsesję na punkcie prac graficznych znajdujących się na deskorolkach, bmxach czy tych związanych z muzyką metalową. Gdy miał 13 lat, zdecydował się na poważnie zająć się malowaniem i rysowaniem. W szkole średniej zaangażował się w program dla projektantów.